# Белоконев, Владимир Семёнович
Владимир Семёнович Белоконев (1907—1974) — деятель советских спецслужб, генерал-майор госбезопасности, начальник Управления КГБ при СМ СССР по городу Москве (1956—1962), член Коллегии КГБ при СМ СССР (1959—1962).

## Биография
Родился в 1907 году. До 1929 года — на комсомольской работе. В 1929 году был избран членом ВКП(б). С 1941 года во время Великой Отечественной войны находился на руководящей партийной работе: секретарь Новосибирского областного комитета ВКП(б) и ответственный организатор ЦК ВКП (б) по Сибири, отвечал в том числе за эвакуацию предприятий промышленности и науки за Урал.
С 1955 года — на руководящих должностях в органах госбезопасности. С 1956 года начальник Управления КГБ при СМ СССР по городу Москве, одновременно с 1959 года член Коллегии КГБ при СМ СССР. С 1961 года делегат XXII съезда КПСС
С 1962 года — начальник группы при председателе КГБ при СМ СССР по изучению и обобщению опыта работы органов госбезопасности и данных о противнике. С 1966 года начальник Группы референтов при председателе КГБ при СМ СССР. С 1969 года начальник Инспекции при председателе КГБ при СМ СССР.
С 1970 года в отставке. Умер в 1974 году в Москве. Похоронен на Введенском кладбище (уч. 29).

## Награды
Был награждён несколькими орденами:
- Орден Трудового Красного Знамени;
- Орден Отечественной войны 2-й степени;
- Орден Красной Звезды.